# Zarząd Miejski w Pyrzycach
Zarząd Miejski w Pyrzycach był organem wykonawczym miasta i gminy w latach 1990–2002. W pierwszej kadencji w jego skład wchodziło 7 osób: burmistrz miasta, zastępca burmistrza oraz 5 członków, których wybierano spośród radnych Rady Miejskiej w głosowaniu tajnym. W drugiej, jak i trzeciej kadencji oprócz burmistrza i jego zastępcy było również troje członków zarządu.

## Zarząd Miejski w Pyrzycach13 czerwca1990–24 października1990
Członkowie Zarządu miasta zostali powołani przez Radę Miasta 13 i 23 czerwca, a odwołani z dniem 24 października 1990 podczas V sesji Rady.
- Walenty Darczuk - Burmistrz Pyrzyc
- Franciszek Sokołowski - Wiceburmistrz (wybrany 23 czerwca 1990)
- Antoni Keller - Członek Zarządu Miasta
- Ryszard Madejak - Członek Zarządu Miasta (odwołany 23 czerwca 1990 ze względu na zatrudnienie w Rejonowym Biurze Pracy)
- Andrzej Ogiejko - Członek Zarządu Miasta
- Urszula Konopnika - Członek Zarządu Miasta (powołana 23 czerwca 1990)

## Zarząd Miejski w Pyrzycach30 października1990–29 czerwca1994
Członkowie Zarządu miasta zostali powołani przez Radę Miasta 30 października i 15 listopada. Pełnił swoje funkcje do końca kadencji.
- Jan Lemparty - Burmistrz Pyrzyc (złożył rezygnację 8 maja 1992, ale nie została przyjęta)
- Henryk Sikora - Wiceburmistrz (odwołany 8 maja 1992)
- Bolesław Gąsiorowski - Członek Zarządu Miasta (zrezygnował 8 maja 1992)
- Andrzej Jakieła - Członek Zarządu Miasta
- Ryszard Perczak - Członek Zarządu Miasta (zrezygnował 8 maja 1992)
- Wojciech Siatczyński - Członek Zarządu Miasta
- Antoni Keller - Członek Zarządu Miasta (od 14.05.1992)
- Urszula Konopnicka - Członek Zarządu Miasta (od 14.05.1992 do 25.09.1992 - złożyła rezygnację)
- Jerzy Sosnowski - Członek Zarządu Miasta (od 17.12.1992)

## Zarząd Miejski w Pyrzycach29 czerwca1994–29 czerwca1998
Zarząd Miejski został wybrany przez Radę 29 czerwca i 5 lipca. Swoje funkcje pełniła do końca kadencji.
- Stanisław Stępień - Burmistrz Pyrzyc
- Krzysztof Kunce - Wiceburmistrz
- Mirosław Budynek - Członek Zarządu Miasta
- Marian Osękowski - Członek Zarządu Miasta
- Roman Szczepaniak - Członek Zarządu Miasta

## Zarząd Miejski w Pyrzycach10 listopada1998–listopad2002
Zarząd Miejski został wybrany przez Radę 10 listopada. Swoje funkcje pełniła do końca kadencji.
- Kazimierz Lipiński - Burmistrz Pyrzyc
- Marianna Mogielska - Wiceburmistrz
- Ryszard Berdzik - Członek Zarządu Miasta (zrezygnował 29.01.1999)
- Czesław Mikuła - Członek Zarządu Miasta (zrezygnował 25.05.2000)
- Edward Woszczyk - Członek Zarządu Miasta (od 29.01.1999 - do 25.02.2000 - zmarł)
- Józef Majewski - Członek Zarządu Miasta (od 27.04.2000)
- Stanisław Grzejszczak - Członek Zarządu Miasta (od 31.05.2001)